# Puddle of Mudd
Puddle of Mudd é uma banda norte-americana de rock alternativo/post-grunge formada em 1993. Entre suas influências musicais incluem-se Alice in Chains e Nirvana.

## Discografia

### Álbuns de estúdio
- Come Clean (2001)
- Life on Display (2003)
- Famous (2007)
- Vol.4 - Songs in the Key of Love and Hate (2009)
- Welcome to Galvania (2019)

### EP
- Stuck (1994)
- Abrasive (1999)

### Ao vivo
- Bizarre Festival (2002)